# Finley, North Dakota
Finley är administrativ huvudort i Steele County i North Dakota. Orten har fått sitt namn efter järnvägsfunktionären W.W. Finley. Enligt 2020 års folkräkning hade Finley 401 invånare.